# Tenis de mesa adaptado
El tenis de mesa adaptado (denominado para table tennis en inglés) es un deporte paralímpico organizado bajo las reglas de la Federación Internacional de Tenis de Mesa (ITTF). Se trata de una ligera adaptación de las reglas  generales del tenis de mesa para deportistas en silla de ruedas, aunque participan también deportistas con discapacidades que pueden jugar de pie. Los deportistas reciben clasificaciones entre 1 y 11. Las clases 1-5 son para jugadores en silla de ruedas, mientras que las clases 6-10 son para jugadores con discapacidades que les permitan jugar de pie. Como es regla general en los deportes paralímpicos, dentro de cada grupo, cuánto más funciones tiene el deportista, más alta es la clase en la que debe competir. La clase 11 está reservada para deportistas con discapacidad intelectual.

## Clasificación
El rol de la clasificación es establecer grupos de competencia entre deportistas en igualdad aproximada de condiciones.

### Clase en silla de ruedas
- Clase 1:
No hay balance sentado, con severa reducción de la funcionalidad del brazo con que se juega.
- Clase 2:
No hay balance sentado, con reducción de la funcionalidad del brazo con que se juega.
- Clase 3:
No hay balance sentado, aunque la parte superior del pecho puede mostrar actividad.
Brazos normales, aunque una pequeña pérdida de motricidad puede encontrarse en la mano con que se juega, sin efecto significativo en las habilidades del tenis de mesa.
El brazo con que no se juega mantiene el torso en posición.
- Clase 4:
Existe balance sentado, aunque no es óptimo debido a la inexistencia de anclaje (estabilización) de la pelvis.
- Clase 5:
Funciones normales de los músculos del torso.

### Clase de pie

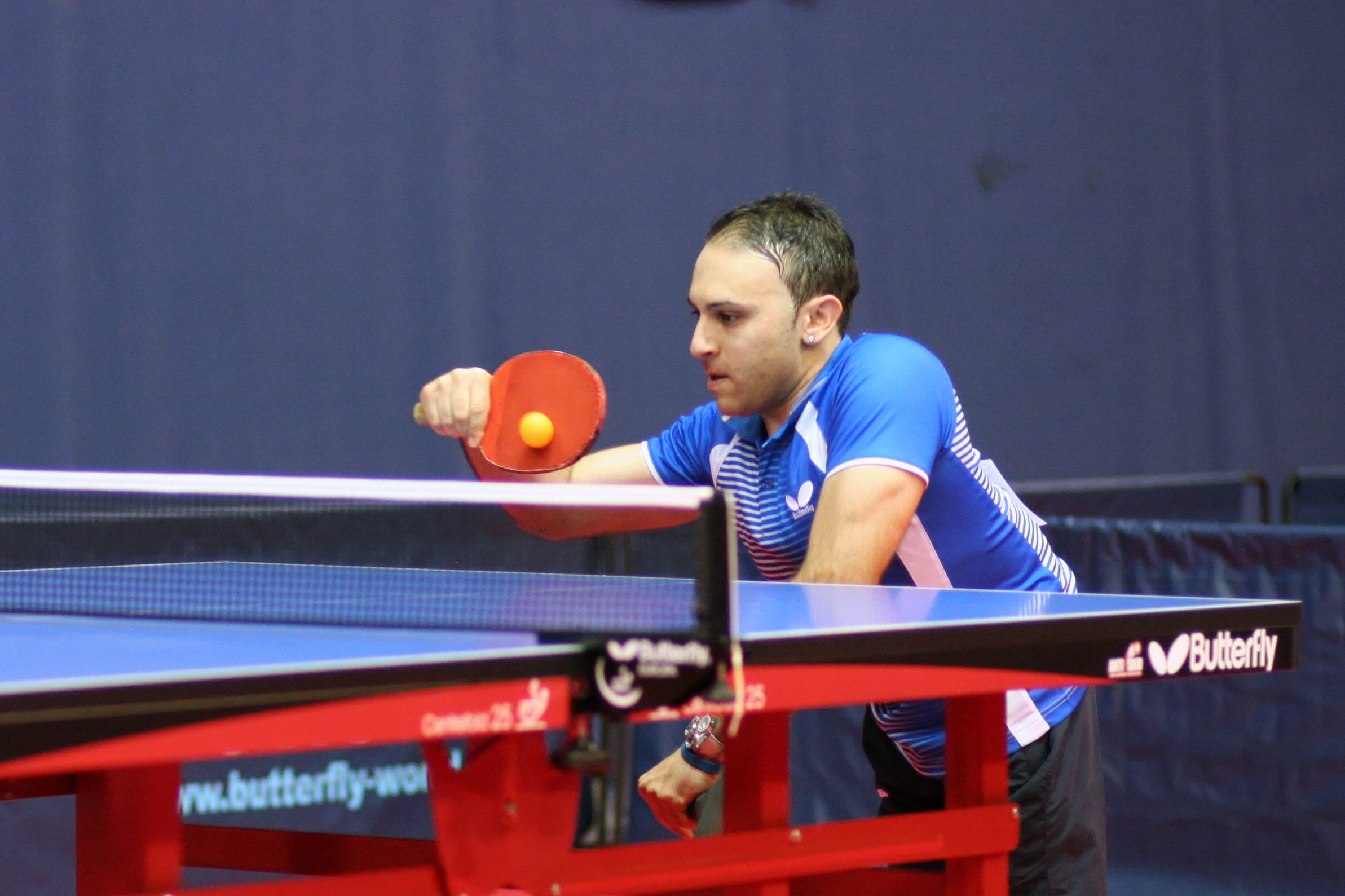
Raimondo Alecci, campeón italiano clase 6.

- Clase 6:
Severos impedimentos en brazos y piernas.
- Clase 7:
Muy severos impedimentos en las piernas (escaso balance estático y dinámico), o
severos a moderados impedimentos del brazo con que se juega, o
combinación de impedimentos de brazos y piernas menos severos que en la clase 6.
- Clase 8:
Impedimentos moderados en las piernas, o
impedimentos moderados del brazo con que se juega (considerando que el control del codo y del hombro es muy importante), o
moderada parálisis cerebral, hemiplejia o diplejia en el brazo con que se juega.
- Clase 9:
Leves impedimentos en la pierna o piernas, o
leves impedimentos en el brazo con que se juega, o
severos impedimentos en el brazo con que no se juega, o
leve parálisis cerebral con hemiparesia o monoplejia.
- Clase 10:
Muy leves impedimentos en las piernas, o
muy leves impedimentos en el brazo con que se juega, o
severos a moderados impedimentos del brazo con que no se juega, o
impedimento moderado del torso.
- Clase 11:
Para jugadores con discapacidad intelectual.

## Reglas del tenis de mesa en silla de ruedas
No hay excepciones a las reglas del tenis de mesa en el caso de jugadores de pie con discapacidades. Todo los jugadores juegan respetando las reglas de la ITTF. El umpire podrá flexibilizar los requerimientos para un saque correcto, si su cumplimiento está dificultado por discapacidad física.

### Saque
Si quien recibe el saque se encuentra en silla de ruedas, el saque será let (se juega de nuevo) en los siguientes casos:
1. Después de tocar el lado de la mesa del receptor, la pelota vuelve en dirección a la red.
2. La pelota se detiene en el lado de la mesa del receptor.
3. En singles, la pelota sale del lado de la mesa del receptor, después de tocarla, por cualquiera de los costados.
4. Si el oponente da bote en su lado, sobre pasando la red, no importa el contacto que haga la pelota con el otro jugador es punto para el receptor tanto en el tenis de mesa adaptado, como el normal.

Si el receptor le pega a la pelota antes de que cruce el costado de la mesa, o se produzca un segundo pique de su lado, el saque será considerado bueno y no se declarará let.

### Dobles
Cuando dos jugadores en silla de ruedas forman una pareja de dobles, el sacador deberá realizar el saque, el receptor devolverlo, y desde ese momento cualquiera de los integrantes de la pareja podrá realizar las devoluciones. Sin embargo, ninguna parte de la silla de ruedas deberá traspasar la línea imaginaria del centro de la mesa. Si sucede, el umpire le dará el punto a la pareja contraria.

### Posición de las extremidades
Si los dos jugadores o parejas están en silla de ruedas, el jugador o pareja anota un punto si:
1. el oponente no mantienen un mínimo de contacto con la silla, cuando golpea la pelota.
2. el oponente toca la mesa con cualquier mano antes de pegarle a la pelota.
3. el oponente apoya o toca el piso con los pies durante el juego.

### Sillas de ruedas
Las sillas de ruedas deben tener como mínimo dos ruedas grandes y una pequeña. Si se salieran las ruedas de la silla de un jugador, de modo tal que no tuviera más de dos ruedas, el intercambio deber ser detenido inmediatamente y el punto concedido al oponente. Los almohadones no puede ser más de dos y su altura está limitada a 15 cm, sin otros aditamentos. En partidos en equipo y por clase, ninguna parte del cuerpo por encima de las rodillas puede estar sujeta a la silla.

## Equipamiento y condiciones de juego
Los jugadores no debieran presentarse a jugar en jogging. aunque eventualmente un jugador con discapacidad física, puede usar pantalones de jogging, pero los jeans nunca están permitidos.
Las patas de la mesa deben encontrarse al menos a 40 cm de borde de la misma.

## Competencias
Existen ocho niveles de competencias aprobadas, cada una con un factor establecido, que indica la cantidad de puntos en juego para el ranking. Las competencias deben realizarse cíclicamente, teniendo como punto de referencia los Juegos Paralímpicos de Verano. 
| Competencias                                                     | Factor | Organizador                                                                     | Ciclos             |
| ---------------------------------------------------------------- | ------ | ------------------------------------------------------------------------------- | ------------------ |
| Juegos Paralímpicos de Verano                                    | Fa100  | CPI                                                                             | Cuatrienal, año 0  |
| Campeonatos Mundiales de Tenis de Mesa en Silla de Ruedas        | Fa80   | ITTF                                                                            | Cuatrienal, año 2  |
| Campeonatos regionales (África, Américas, Asia, Europa, Oceanía) | Fa50   | División de Tenis de Mesa en Silla de Ruedas de la ITTF Asociaciones regionales | Bienal, años 1 y 3 |
| Copa Individual Mundial (WSC)                                    | Fa40   | ITTF Asociaciones nacionales                                                    | Anual              |
| Copa Individual Regional (WSC)                                   | Fa30   | ITTF Asociaciones nacionales                                                    | Anual              |
| Torneos internacionales                                          | Fa30   | ITTF Asociaciones nacionales                                                    | Anual o semestral  |
| Torneos internacionales                                          | Fa20   | ITTF Asociaciones nacionales                                                    | Anual o semestral  |
| Torneos internacionales                                          | Fa10   | ITTF Asociaciones nacionales                                                    | Anual o semestral  |